# Seisón de la Vega
Seisón de la Vega es una localidad del ayuntamiento de San Cristóbal de la Polantera, de España, en la provincia de León, comunidad autónoma de Castilla y León.
Situado a orillas del río Órbigo, en 2013 tenía un censo de 40 habitantes, y en su alfoz se ubican varias instalaciones de ganadería mayor y menor.
Seisón es atravesado por una histórica acequia de riego. En el Archivo de la Real Chancillería de Valladolid se encuentra una Carta topográfica de un tramo del río Órbigo entre Seisón de la Vega y La Bañeza, próximo a la confluencia con el río Tuerto (León) se representa cómo la acequia nace en el Norte, a la altura de Villoria de Órbigo, partiendo de la histórica presa de "La Raya", para posteriormente atravesar las poblaciones de Seisón, Villamediana, Veguellina de Fondo, Vecilla, Soto y Requejo de la Vega, abasteciendo también al resto de la vega. En dicha carta topográfica, fechada en 1795, se aprecian hasta 9 molinos situados en los cursos de agua de la acequia.

## Etimología
Una teoría para el origen de su nombre es que procede del asentamiento militar primitivo de una legión romana, procediendo de la palabra latina sessio, que aparece en expresiones como sessio legionis o in sessione legionum, asentamiento de la legión. Recientemente un estudio arqueológico ha documentado los restos de un campamento romano en la orilla opuesta del río Orbigo, en las proximidades de Huerga de Frailes.

## Historia
Yacimiento romano.
Aunque no se ha datado ni realizado aún una investigación en profundidad, el descubrimiento de un campamento militar romano entre las localidades de Seisón y Huerga de Frailes permite apuntar a la estancia de una legión participante en las guerras cántabras entre el 29 y el 19 a. C. que mantuvieron Roma y los pueblos astures y cántabros.
Priorato de la Orden de Malta.
Durante siglos Seisón formó parte de los territorios señoriales adscritos al Priorato de la Orden de Malta en León, y administrados desde la encomienda del Puente de Hospital de Órbigo, que desde 1184 ejercía el señorío sobre casi toda la cuenca. Seisón se integraba en la parroquia de San Román el Antiguo antes denominado San Román del antiguo Priorato de la Orden de Malta u Orden Militar Hospitalaria de San Juan de Jerusalén. Los concejos de San Román el Antiguo, Matilla de la Vega, Veguellina de Fondo, Villamediana y Seisón de la Vega formaban una sola parroquia.
Estas localidades tributaron desde el siglo XII hasta el XIX a la Orden. Los ingresos que el diezmo generaba en el priorato de León gracias a los cultivos de cereal, principalmente, reportaban en el siglo XVI hasta 50.000 ducados anuales.
En 1608 se recoge en la Real Chancillería de Valladolid un pleito litigado por Juan de Robleda, cura de San Bartolomé de Astorga (León) con Catalina de Acebes, vecina de Seisón de la Vega y Villamediana de la Vega.

## Edificios singulares
El Plan de Ordenamiento Urbanístico municipal, aprobado en 2009, establece la protección de los edificios con singularidades arquitectónicas y valor de patrimonio histórico o artístico. Se incluyen la ermita de San Antonio Abad, fundada en 1959 y cuyo campanario corona la cruz de Malta, y la Casona del Maestro, fundada en 1936 por el maestro nacional D. Ildefonso Fernández, ubicada en la plaza mayor de la localidad. La capilla dispone de algunas esculturas curiosas, destacando una talla policromada del siglo XVII cuyo lema dice «esta figura la hizo el doctor Andrés García Cura de Soto Capellán de esta capilla 1600». Y que representa una curiosa figura de San Antonio de Abad con un cerdo en sus pies.

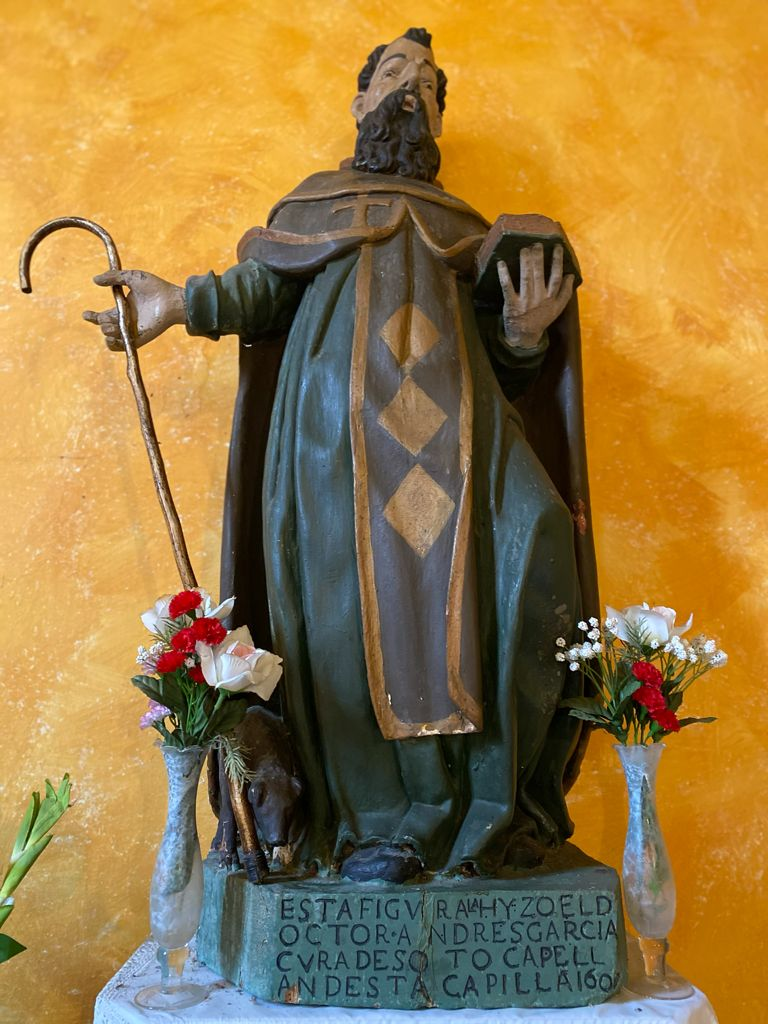
Imagen de San Antonio Abad perteneciente a la Iglesia de Seisón de la Vega (1600)

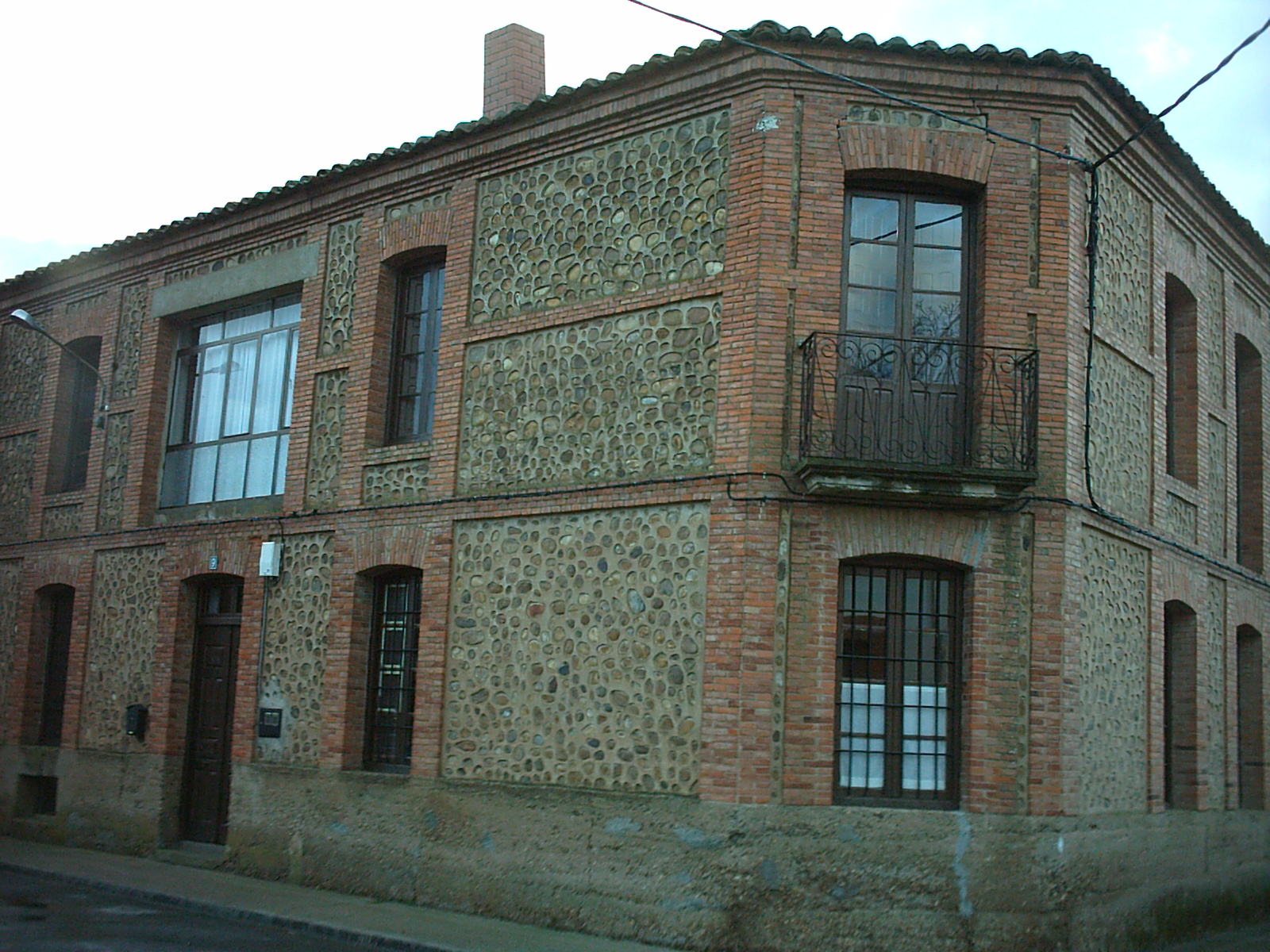
Casona del Maestro de Seisón de la Vega (León)

## Personajes ilustres
El brujo de Seisón: Curandero muy conocido en la comarca que ejerció en el pueblo a principios del siglo XX.